# Арпад Фести
Арпад Фести (мађ. Árpád Feszty; (24. децембар 1856 — 1. јун 1914) је био мађарски сликар. 

## Биографија
Арпад је рођен у месту Ођала (мађ. Ógyalla), тада Мађарска, сада Хурбаново (словен. Hurbanovo), Словачка. Арпадови корени имају немачко порекло. Преци су му се доселили у тадашњу Мађарску и оригинално презиме им је било Рехренбек. У свом раду најчешће се бавио тематиком из мађарске историје и религије. 

## Школовање и рад
Арпад је студирао у Минхену од 1874. године а касније у периоду између 1880. и 1881. године у Бечу. После повратка кући, у Мађарску, постао је познат по својим сликама из опуса Голгота, а то су Калварија и Несрећа у руднику.
Свој најпознатији рад, кружна слика, Долазак Мађара у Панонску низију, је направио као обележје 1.000 годишњице доласка Мађара на данашње територије, 1894. године. На овој слици су му помагали познати мађарски сликари Јене Барчај (мађ. Jenő Barcsay), Данијел Михалик (мађ. Dániel Mihalik) и Ласло Медњански (мађ. László Mednyánszky). Ова слика је била озбиљно оштећена током Другог светског рата. Само платно величине 1800 m² је било исечено на 8m-ске комаде које су уроловане и остављене на чување у неколико разних музеја. Тако је остало све до 1995. године када је све поново сакупљено и изложено Националном меморијалном музеју Опустасер у Мађарској.
Арпад је живео је у Фиренци од 1899. до 1902.. после повратка у мађарску радио је само на мањим сликама, пошто је био у великим финансијским тешкоћама. Данас је неколико његових радова у власништву Мађарске националне галерије у Будимпешти.
Арпадoва браћа Адолф и Ђула Фести су били познате архитекте а његова кћерка, Маша Марија Фести, као сликар је користила религиозне теме, пејзаж и портрет. Између осталих њен портрет мађарског скулптора Еде Калоша се сада чува у Мађарској националној галерији.